# Itga Khandal, Gulbarga
Itga Khandal là một làng thuộc tehsil Gulbarga, huyện Gulbarga, bang Karnataka, Ấn Độ.